# Nicole King
Pour les articles homonymes, voir King.
Nicole King (née en 1970) est une biologiste américaine et membre de la faculté de l'Université de Californie, Berkeley, dans les domaines de la biologie moléculaire et cellulaire et de la biologie intégrative. Elle reçoit le prix MacArthur en 2005. Elle est chercheuse à l'Howard Hughes Medical Institute (HHMI) depuis 2013.
Nicole King étudie l'évolution de la multicellularité et les choanoflagellés. L'objectif de son travail est de comprendre comment les animaux multicellulaires ont évolué à partir d'organismes unicellulaires.

## Contributions professionnelles
Nicole King obtient son Bachelor's Degree de l'Université de l'Indiana en 1992, dans le laboratoire de Thom Kaufman, en travaillant sur l'espèce modèle Drosophila melanogaster, aussi connue sous le nom de drosophile. Elle commence à étudier les choanoflagellés lors de ses études à l'Université de Harvard avec Richard Losick. Elle fait ensuite un post-doctorat à l'Université de Wisconsin–Madison pendant lequel elle concentre ses recherches sur les choanoflagellés. En 2003, elle accepte le poste de professeure adjointe de génétique et de développement à l'Université de Californie, Berkeley. 
En 2004, son laboratoire obtient une bourse de la Fondation Gordon et Betty Moore pour soutenir ses recherches sur l'évolution des animaux multicellulaires à partir de leurs ancêtres unicellulaires et, notamment, reconstruire un génome animal ancestral.
En 2014, elle est professeure de biologie moléculaire et cellulaire à Berkeley et chercheure à l'Institut médical Howard Hughes.
Le laboratoire de Nicole King développe et maintient ChoanoBase, une bibliothèque génétiques sur les choanoflagellés .

## Recherches
Nicole King utilise les choanoflagellés en tant qu'organisme modèle pour expliquer l'origine de la multicellularité. Avant ses travaux, il était difficile de savoir lesquels des choanoflagellés ou des fungi sont le plus proche exogroupe des animaux multicellulaires (également appelé "métazoaires"). De plus, le travail de Nicole King sur la génomique comparative en collaboration avec Sean Carroll contribue à élucider l'arbre phylogénétique de la vie.  En outre, les travaux de Nicole King et de ses collègues montrent que les choanoflagellés possèdent plusieurs gènes fortement similaires à des gènes présents chez des animaux à la base de l'arbre des métazoaires, tels que les éponges, les cnidaires et les cténophores,.
Dans ses travaux plus récents, Nicole King montre que les molécules connues comme jouant un rôle dans la transition vers la multicellularité sont également trouvées chez les choanoflagellés et par conséquent étaient présentes chez les unicellulaires et les ancêtres des animaux. Par exemple, une des molécules les plus importantes pour l'adhésion cellulaire dans le règne animal, la cadhérine, existe chez les choanoflagellés. Chez les animaux, les cadhérines sont nécessaires pour conserver l’adhésion entre les cellules. Il est donc surprenant de découvrir que les cadhérines sont antérieures à l'évolution des animaux. En outre, Nicole King constate que les choanoflagellés possèdent des gènes que les cellules animales utilisent pour "communiquer" entre elles, tels que le récepteur de la tyrosine kinase,.

## Distinctions
Nicole King est reconnue comme une des meilleures chercheuse en biologie de l'évolution, à la fois par la Fondation MacArthur (2005) et le Pew Programme des boursiers en Sciences Biomédicales (2004). 
Nicole King a également reçu un doctorat honorifique en sciences de l'Université Lehigh le 18 mai 2015.

## Publications
- Gill, Aman Singh, United we stand: The origins of multicellular animals, dans Berkeley Science Review no 10, 2005
- Nicole King, The unicellular ancestry of animal development, dans Developmental Cell volume 7, 2004, p. 313-325
- Nicole King, C.T. Hittinger, S.B. Carroll, Evolution of key cell signaling and adhesion protein families predates the origin of animals, dans Science v. 301 (5631),2003,  pp.  361-363
- D. Whitehouse, Ancient ancestor's legacy of life, BBC News, 22 juillet 2003. Lire en ligne